# Dalsjön (Kristbergs socken, Östergötland)
Dalsjön är en sjö i Motala kommun i Östergötland och ingår i Motala ströms huvudavrinningsområde. Sjön har en area på 0,0688 kvadratkilometer och ligger 123,1 meter över havet.

## Delavrinningsområde
Dalsjön ingår i det delavrinningsområde (650245-146245) som SMHI kallar för Inloppet i Stora Vänstern. Medelhöjden är 120 meter över havet och ytan är 5,65 kvadratkilometer. Räknas de 4 avrinningsområdena uppströms in blir den ackumulerade arean 79,56 kvadratkilometer. Hällestadsån (Storån) som avvattnar avrinningsområdet har biflödesordning 2, vilket innebär att vattnet flödar genom totalt 2 vattendrag innan det når havet efter 95 kilometer. Avrinningsområdet består mestadels av skog (78 procent). Avrinningsområdet har 0,07 kvadratkilometer vattenytor vilket ger det en sjöprocent på 1,2 procent.